# Spielbruch
Spielbruch ist eine Hofschaft im Stadtbezirk Burg/Höhscheid der bergischen Großstadt Solingen.

## Lage und Beschreibung
Der Ort befindet sich an einem Talhang östlich des evangelischen Friedhofes Grünbaumstraße nahe der Dorper Kirche. Das Gelände fällt von der Höhenlage um die Kirche in südöstliche Richtung hin zum Bertramsmühler Bachtal ab. Spielbruch ist dabei von einer nach dem Ort benannten Straße sowohl von der Lindenbaumstraße als auch von der Grünbaumstraße zugänglich. Unmittelbar im Ort entspringt zudem der Spielbrucher Bach, der nach Durchfließen der Kleingartenanlage Dornsiepen in den Bertramsmühler Bach mündet.
Benachbarte Orte sind bzw. waren (von Nord nach West): Maushöhe, Lindenbaum, Krahenhöhe, Wieden, Dornsiepen, Hoppenböcken, Schlicken, Böckerhof und Kirberg.

## Etymologie
Die Ortsbezeichnung ist vermutlich von dem Wort Spelbruch abgeleitet, das sich aus dem Wort Spel- für eine frische Quelle und dem Wort -bruch für ein sumpfiges Gelände zusammensetzt.

## Geschichte
Spielbruch ist seit dem 16. Jahrhundert nachweisbar. In dem Kartenwerk Topographia Ducatus Montani von Erich Philipp Ploennies, Blatt Amt Solingen, aus dem Jahre 1715 ist der Ort mit einer Hofstelle verzeichnet und als Spillbruck benannt. Der Hof wurde in den Ortsregistern der Honschaft Dorp innerhalb des Amtes Solingen geführt. Die Topographische Aufnahme der Rheinlande von 1824 verzeichnet den Ort als Spielbruch und die Preußische Uraufnahme von 1844 ebenfalls als Spielbruch. In der Topographischen Karte des Regierungsbezirks Düsseldorf von 1871 ist der Ort nur unbenannt verzeichnet.
Nach Gründung der Mairien und späteren Bürgermeistereien Anfang des 19. Jahrhunderts gehörte der Ort zur Bürgermeisterei Dorp, die 1856 das Stadtrecht erhielt, und dort in der Flur VIII. Hasten. 1815/16 lebten 34, im Jahr 1830 36 Menschen im als Weiler bezeichneten Ort. Der nach der Statistik und Topographie des Regierungsbezirks Düsseldorf als Hofstadt kategorisierte Ort besaß 1832 sechs Wohnhäuser, drei Fabrikationsstätten bzw. Mühlen und zwei landwirtschaftliche Gebäude. Zu dieser Zeit lebten 44 Einwohner im Ort, davon zwei katholischen und 42 evangelischen Bekenntnisses. Die Gemeinde- und Gutbezirksstatistik der Rheinprovinz führt den Ort 1871 mit neun Wohnhäusern und 96 Einwohnern auf. Im Gemeindelexikon für die Provinz Rheinland von 1888 werden 19 Wohnhäuser mit 103 Einwohnern angegeben.
Die Bürgermeisterei beziehungsweise Stadt Dorp wurde nach Beschluss der Dorper Stadtverordneten zum 1. Januar 1889 mit der Stadt Solingen vereinigt. Damit wurde Spielbruch ein Ortsteil Solingens. 1895 besitzt der Ortsteil acht Wohnhäuser mit 113 Einwohnern, 1905 werden 15 Wohnhäuser und 97 Einwohner angegeben.

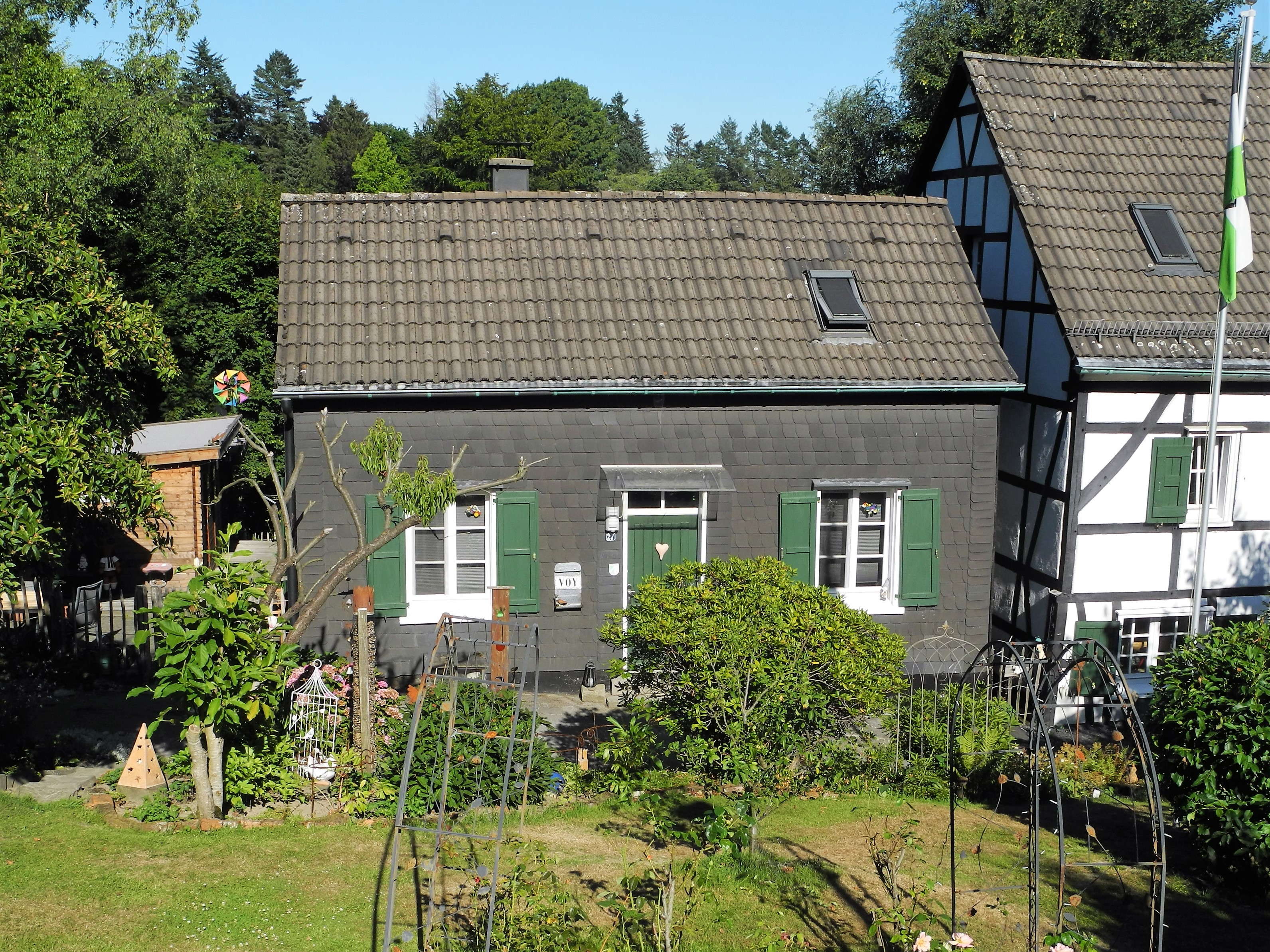
Spielbruch 27

Seit Dezember 1984 stehen von den historischen Fachwerkhäusern im Ort die Gebäude Spielbruch 27 sowie 29, 29a, 31 (oben abgebildet) unter Denkmalschutz. Außerdem sind seit 2007 fünf Bergahorne im Ort in die Liste der Naturdenkmäler eingetragen. Ein zuletzt durch Obdachlose bewohnter Gebäudekomplex südlich der Hofschaft wurde nach 2016 abgerissen. Dort entstand eine kleine Siedlung mit Einfamilienhäusern.